# لازمة روزفلت

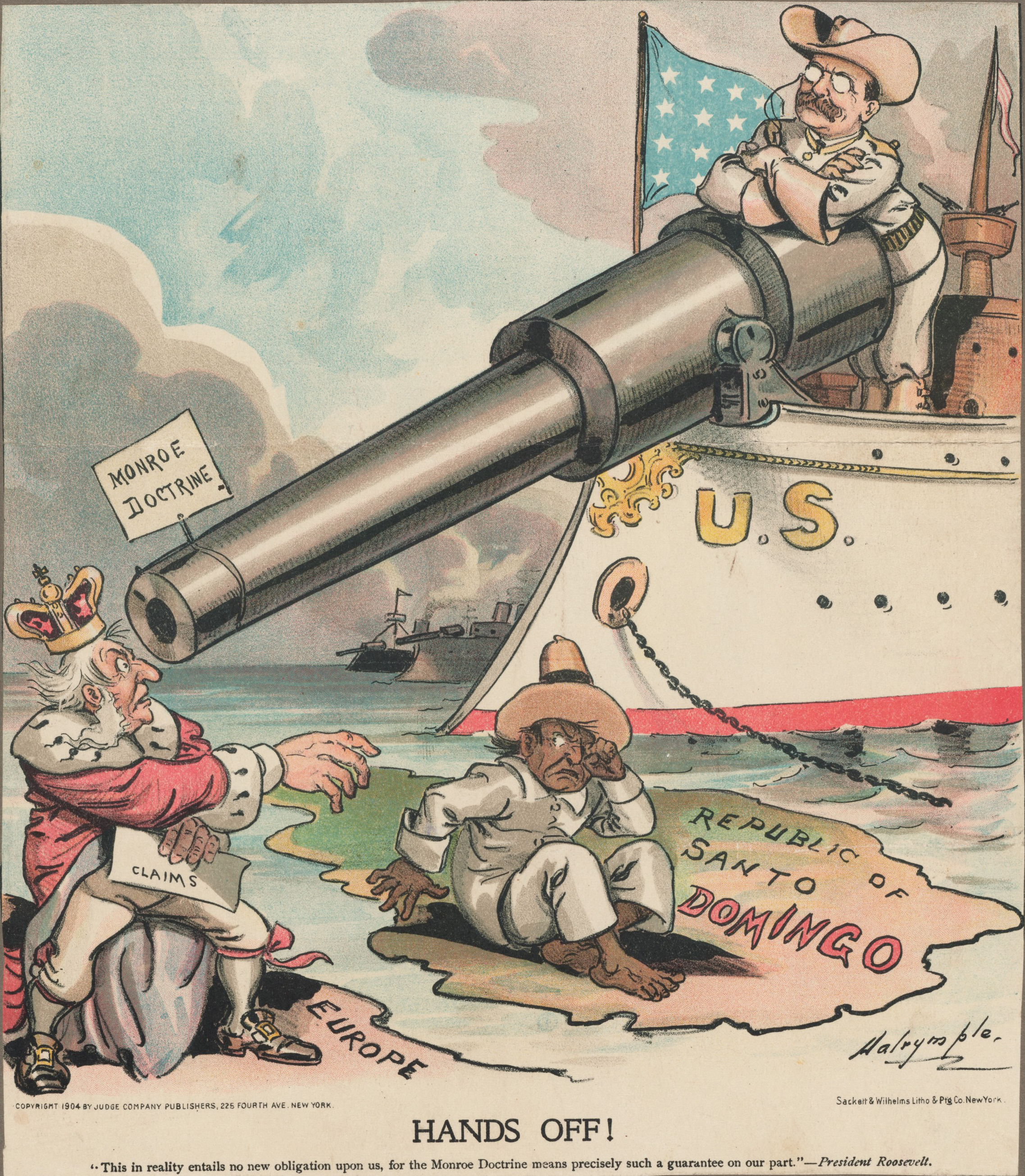
رسم كاريكاتوري سياسي يصور ثيودور روزفلت وهو يستخدم مبدأ مونرو لإبعاد القوى الأوروبية عن جمهورية الدومينيكان.

في تاريخ السياسة الخارجية للولايات المتحدة، كانت لازمة روزفلت إضافةً إلى مبدأ مونرو الذي صاغه الرئيس ثيودور روزفلت في خطابه عن حالة الاتحاد عام 1904، والذي كان إلى حد كبير نتيجةً للأزمة الفنزويلية عامي 1902 و1903. تنص هذه اللازمة على أن الولايات المتحدة يمكنها التدخل في الشؤون الداخلية لدول أمريكا اللاتينية إذا ارتكبت مخالفاتٍ صارخة "أضعفت روابط المجتمع المتحضر". 
ربط روزفلت سياسته بمبدأ مونرو، وكانت متسقة أيضًا مع سياسته الخارجية المتضمنة في أيديولوجيته "العصا الكبيرة". صرّح روزفلت بأنه، تماشيًا مع مبدأ مونرو، كان للولايات المتحدة الحق في ممارسة "قوة الشرطة الدولية" لإنهاء الاضطرابات المزمنة أو المخالفات في نصف الكرة الغربي. في عام 1930، أيّد الرئيس هربرت هوفر مذكرة كلارك التي رفضت نتيجة روزفلت، مُفضّلًا ما سُمّي لاحقًا "سياسة حسن الجوار".

## خلفية
وُضعت نتيجة روزفلت في أعقاب الأزمة الفنزويلية في عامي 1902 و1903. ففي أواخر عام 1902، فرضت بريطانيا وألمانيا وإيطاليا حصارًا بحريًا لعدة أشهر على فنزويلا بعد أن رفض الرئيس سيبريانو كاسترو سداد الديون الخارجية والأضرار التي تكبدها الأوروبيون في الحرب الأهلية الأخيرة. وأُحيل النزاع إلى محكمة التحكيم الدولية في لاهاي، التي خلصت في 22 فبراير 1904 إلى أن القوى المحاصرة المتورطة في أزمة فنزويلا كانت تستحق معاملة تفضيلية في سداد مطالباتها.   وقد ترك هذا عددًا من الدول الأخرى التي لم تتخذ إجراءً عسكريًا، بما في ذلك الولايات المتحدة، دون أي سبيل للانتصاف. وقد رفضت الولايات المتحدة النتيجة من حيث المبدأ ورأى روزفلت الحاجة إلى اتخاذ إجراء سياسي. وقد هدفت النتيجة المترتبة على ذلك إلى ضمان حماية المصالح الأميركية في الخارج من القوى الأوروبية التي قد تستخدم هذا الحكم في لاهاي في المستقبل كمبرر للعمل العسكري و/أو الاحتلال في أميركا الوسطى واللاتينية.  
كان هناك العديد من العوامل المساهمة في تأكيد مبدأ روزفلت في عام 1904، بما في ذلك الأحداث المادية مثل الأزمة الفنزويلية والعقليات التي كانت موجودة داخل الولايات المتحدة والتي شكلت السياسة الخارجية لتلك الفترة. كانت إحدى هذه العقليات وجود مشاعر معادية لأوروبا بين الأمريكيين والتي تراكمت خلال الأزمة الفنزويلية بسبب المعاملة التفضيلية التي منحتها محكمة التحكيم الدولية للقوى الأوروبية. ساهم هذا في الوضع السياسي الداخلي الذي كان روزفلت يشكل فيه مبدأه، مما جعل تقديم المبدأ أكثر صعوبة في البيع للجمهور الأمريكي، خاصة وأن قلة من الناس لديهم أي فهم حقيقي لأهمية الولايات المتحدة في الشؤون الدولية.  حتى مفهوم القدر المتجلي الموجود منذ فترة طويلة، والذي كان يستخدم بشكل شائع أثناء توسيع الحدود الغربية للولايات المتحدة، دخل حيز التنفيذ لبناء مبدأ روزفلت. أصبح المصير الواضح بحلول أوائل القرن العشرين تعبيرًا عن الاستثنائية الأمريكية، حيث تتمتع الولايات المتحدة بفضيلة متفوقة وواجب مساعدة الدول "الأصغر" في تنميتها.  أظهر روزفلت نفسه أفكارًا أطول أمدًا عن كون الولايات المتحدة دولة بوليسية لنصف الكرة الغربي مما يُرى ببساطة في الأزمة الفنزويلية، حيث أكد في رسالته السنوية عام 1901 أن واجب الشرطة الدولي "يجب أن يؤدى من أجل رفاهية البشرية".  لذلك، تم تشكيل وإنشاء نتيجة روزفلت إلى حد كبير بسبب حكم الأزمة الفنزويلية، ولكن لا تزال هناك أفكار أساسية وسابقة وعقليات محلية ساهمت في تشكيلها.

## محتوى اللازمة
كانت نتيجة روزفلت، أو الأفكار التي تضمنتها فيما يتعلق بتحويل الولايات المتحدة إلى شرطي نصف الكرة الغربي، قد تم التعبير عنها لأول مرة من قبل وزير الخارجية إيليهو روت في خطاب ألقاه في 20 مايو 1904، وتم التوسع فيها في رسالة روزفلت السنوية إلى الكونجرس في 6 ديسمبر 1904، كما هو موضح أدناه:  
كل ما يصبو إليه هذا البلد هو أن يرى الدول المجاورة مستقرةً ومنتظمةً ومزدهرةً. أي بلدٍ يُحسن شعبه السلوك يمكنه أن يعتمد على صداقتنا الوطيدة. إذا أظهرت دولةٌ ما أنها تعرف كيف تتصرف بكفاءةٍ ونزاهةٍ معقولتين في الشؤون الاجتماعية والسياسية، وإذا حافظت على النظام ودفعت التزاماتها، فلا داعي للخوف من تدخل الولايات المتحدة. إن التجاوزات المزمنة، أو العجز الذي يؤدي إلى تفككٍ عامٍّ في المجتمع المتحضر، قد يتطلب في أمريكا، كما في أي مكانٍ آخر، تدخلَ دولةٍ متحضرةٍ في نهاية المطاف، وفي نصف الكرة الغربي، قد يُجبر التزام الولايات المتحدة بمبدأ مونرو الولايات المتحدة، وإن كان ذلك على مضض، في الحالات الصارخة من هذا التجاوز أو العجز، على ممارسة سلطة الشرطة الدولية.

في حين أن مبدأ مونرو كان لفظيًا ودفاعيًا في تحذير القوى الأوروبية من التدخل في دول الأمريكتين، فقد غير روزفلت هذا الآن إلى "التزام" عسكري عدواني للولايات المتحدة بالتدخل في أمريكا اللاتينية والوسطى للحفاظ على الاستقرار في هذه المناطق.  حيث تم تأكيد مبدأ مونرو في أوائل القرن التاسع عشر عندما تطلعت القوى الأوروبية مرة أخرى إلى إعادة الاستعمار في نصف الكرة الغربي، فإن نتيجة روزفلت بعد ما يقرب من قرن من الزمان سعت مرة أخرى إلى تعزيز الولايات المتحدة في أمريكا الوسطى واللاتينية. ساهمت النتيجة في تحول الولايات المتحدة إلى قوة عالمية عظمى بعد الحرب الإسبانية الأمريكية، والتي كانت بمثابة بداية لتوسيع الولايات المتحدة لمصالحها في الدول خارج حدودها، وتعزيز نفوذها وأفكارها في الخارج.  من خلال التوسع في مبدأ مونرو، بدلاً من إنشاء سياسة جديدة تمامًا، تمكن روزفلت من تبرير ممارسة الولايات المتحدة "لقوة الشرطة الدولية" لإنهاء المخالفات في نصف الكرة الغربي بسهولة أكبر، حيث كانت هناك نسخة أكثر محدودية من النتيجة المترتبة على مبدأ مونرو موجودة بالفعل، على الرغم من التحول من التدخل اللفظي إلى التدخل النشط في أمريكا الوسطى واللاتينية. 

## استخدام
مع أن مبدأ روزفلت كان إضافةً إلى مبدأ مونرو، إلا أنه يُمكن اعتباره خروجًا عنه. فبينما نصّ مبدأ مونرو على ضرورة بقاء الدول الأوروبية خارج أمريكا اللاتينية، ذهب مبدأ روزفلت إلى أبعد من ذلك ليُقرّ بحق الولايات المتحدة في استخدام القوة العسكرية في دول أمريكا اللاتينية لإبعاد الدول الأوروبية. كتب المؤرخ والتر لافيبر:
[روزفلت] قلب مبدأ مونرو رأسًا على عقب، إذ قال إن على الأوروبيين البقاء خارجًا، لكن للولايات المتحدة الحق، بموجب هذا المبدأ، في التدخل وممارسة سلطة الشرطة لإبعاد الأوروبيين عن الطريق.
إنه تحريف رائع لمبدأ مونرو، وبالطبع، يصبح بالغ الأهمية، لأنه على مدار الخمسة عشر إلى العشرين عامًا القادمة، ستدخل الولايات المتحدة أمريكا اللاتينية حوالي اثنتي عشرة مرة بالقوة العسكرية، لدرجة أن قوات مشاة البحرية الأمريكية أصبحت تُعرف في المنطقة باسم "قوات وزارة الخارجية" لأنهم يتقدمون دائمًا لحماية مصالح وزارة الخارجية وسياساتها في منطقة البحر الكاريبي. لذا، فإن ما يفعله روزفلت هنا، بإعادة تعريف مبدأ مونرو، يتبين أنه تاريخي للغاية، ويقود الولايات المتحدة إلى فترة من المواجهة مع شعوب منطقة البحر الكاريبي وأمريكا الوسطى، والتي كانت جزءًا لا يتجزأ من الإمبريالية الأمريكية.

### جمهورية الدومينيكان
يُنظر إلى التدخل الأمريكي في جمهورية الدومينيكان عمومًا على أنه أول استخدام حقيقي لمبدأ روزفلت. نشأت القضية بسبب شركة سان دومينغو للتحسين (SDIC)، وهي شركة نيويوركية، التي استولت على الشؤون المالية لجمهورية الدومينيكان في عام 1893. وقد أدى ذلك إلى تقريب مصالح الولايات المتحدة وجمهورية الدومينيكان من بعضها البعض، وبالتالي، عندما تخلفت الشركة في عام 1897 عن سداد مدفوعاتها لحاملي السندات الأوروبيين، سقطت جمهورية الدومينيكان في كارثة اقتصادية، مما أدى إلى مطالبة الولايات المتحدة بالتحكيم في القضية. أنشأ التحكيم جدول سداد من الدومينيكان إلى الشركة، مع قدرة الولايات المتحدة على تحصيل الأموال من جمهورية الدومينيكان للشركة إذا فشلت في السداد، وبالتالي توسيع المصالح الأمريكية في الدومينيكان بشكل أكبر.  انتهى الأمر بالولايات المتحدة إلى التورط في تحصيل الديون من جمهورية الدومينيكان عندما تخلفوا عن السداد وهددت القوى الأوروبية بالتدخل إذا لم تفعل الولايات المتحدة.  في عام 1905، أرسلت الولايات المتحدة سفنًا حربية وطالبت بتسليم الجمارك إلى المفاوضين الأميركيين، الذين استخدموا العائدات لسداد الدائنين الأجانب.
تُجسّد هذه الحالة النفوذ الذي استطاعت الولايات المتحدة فرضه في الأمريكتين نتيجةً لمبدأ روزفلت، إذ اتخذت إجراءاتٍ لمنع القوى الأوروبية من التورط في تحصيل الديون عبر أساليبها المعتادة، مثل الحصار. وقد منح ذلك الولايات المتحدة ميزةً، إذ تمكّنت من السيطرة على الأوضاع الداخلية للدول، بما فيها جمهورية الدومينيكان، لصالحها، حتى لو عنى ذلك انتظار القوى الأوروبية لسداد ديونها لفترة أطول. وقد عُرف هذا النموذج - الذي عمل فيه المستشارون الأمريكيون على استقرار دول أمريكا اللاتينية من خلال محميات مؤقتة، مما حال دون التدخل الأوروبي - باسم "دبلوماسية الدولار". وقد أثبتت تجربة الدومينيكان، مثل معظم ترتيبات "دبلوماسية الدولار" الأخرى، أنها مؤقتة وغير قابلة للاستمرار، فشنّت الولايات المتحدة تدخلاً عسكريًا أوسع نطاقًا في عام 1916 استمر حتى عام 1924.  :371–4

### مناطق أخرى
استشهد رؤساء الولايات المتحدة أيضًا بمبدأ روزفلت كمبرر للتدخل في كوبا (1906-1909)، نيكاراغوا (1909-1910، 1912-1925، و1926-1933)، هايتي (1915-1934)،  وجمهورية الدومينيكان (1916-1924).  وعلى الرغم من أن الأساس المنطقي الرئيسي للمبدأ هو منع أوروبا من التدخل في نصف الكرة الغربي، إلا أن هناك نوايا أخرى كانت مخفية للاحتفاظ بسمعة الولايات المتحدة. وقد جذبت العديد من الفوائد الأخرى مثل الاستحواذ على المواد الخام والأسواق الجديدة روزفلت. ويمكن رؤية هذه المكاسب في الكمية الوفيرة من السكر في كوبا أو النفط الوفير في نيكاراغوا.

## التحول إلى سياسة "حسن الجوار"
في عام 1928، أصدر الرئيس كالفن كوليدج مذكرة كلارك، التي غالبًا ما تُعتبر رفضًا جزئيًا لمذكرة روزفلت، التي نصّت على أن الولايات المتحدة لا تملك الحق في التدخل عند وجود تهديد من القوى الأوروبية. كما ساهم الرئيس هربرت هوفر في إبعاد الولايات المتحدة عن التوجهات الإمبريالية لمذكرة روزفلت من خلال الشروع في جولات حسن نية، وسحب القوات من نيكاراغوا وهايتي، والامتناع عن التدخل في الشؤون الداخلية للدول المجاورة. 
في عام 1934، نبذ الرئيس فرانكلين روزفلت التدخلَ السياسيَّ أكثر، وأنشأ "سياسة حسن الجوار" التي أدّت إلى إلغاء تعديل بلات بموجب معاهدة العلاقات مع كوبا عام 1934، والتفاوض على تعويضات تأميم المكسيك لأصول النفط الأجنبية عام 1938. في الواقع، لم يُواجه ظهور ديكتاتوريات مثل فولجينسيو باتيستا في كوبا، ورافائيل تروخيو في جمهورية الدومينيكان، وأناستاسيو سوموزا في نيكاراغوا، وفرانسوا دوفالييه في هايتي، أيَّها الذين اعتُبروا "ديكتاتوريين فرانكشتاين" بسبب سوء إدارة الاحتلال الأمريكي لتلك البلدان. 
انتهى عصر سياسة حسن الجوار مع بداية الحرب الباردة في عام 1945، حيث شعرت الولايات المتحدة أن هناك حاجة أكبر لحماية نصف الكرة الغربي من النفوذ السوفييتي. 
في عام 1954، استشهد وزير الخارجية جون فوستر دالاس بمبدأ مونرو ومبدأ روزفلت في المؤتمر العاشر للبلدان الأمريكية في كاراكاس، منددًا بتدخل الشيوعية السوفيتية في غواتيمالا.  وقد استُخدم هذا لتبريرانقلاب 1954 في غواتيمالا الذي أطاح بالرئيس جاكوبو أربينز ونصب دكتاتورية عسكرية تحت قيادة كارلوس كاستيلو أرماس، الأول في سلسلة من الديكتاتوريين العسكريين في البلاد. 

## وجهات نظر المؤرخين
يقدم المؤرخان سايروس فيسر وماتياس ماس نظرة إيجابية لمبدأ روزفلت المُلحق بمبدأ مونرو. يرى فيسر أنه جزء من الانتقال إلى العصر التقدمي في السياسة الأمريكية، حيث عمل روزفلت على دمج أهداف السياسة الخارجية الأمريكية مع النشاط الاقتصادي الخاص في الخارج، كما هو الحال مع جمهورية الدومينيكان.  كما يستخدم أفكار ديفيد بليتشر لدعم أفكاره، مُبرزًا الدور الذي لعبه مبدأ روزفلت في تحويل السياسة الخارجية الأمريكية من "عدم اليقين" و"الارتجال" اللذين سادا أواخر القرن التاسع عشر إلى "استراتيجيات التدخل التي يقودها التنفيذيون" في أوائل القرن العشرين. ساعد هذا التحول الولايات المتحدة في تحقيق هدفها المتمثل في أن تصبح قوة عالمية.  ويُشيد ماس أيضًا بدور مبدأ روزفلت، الذي يراه نسخة مُحدثة من مبدأ مونرو مُلائمة للظروف الحديثة للإمبريالية العالمية. وعلى الرغم من اعترافه بأن الأمر لم يكن بالضرورة نتيجة حتمية، فإن المناخ السياسي والاقتصادي والعسكري في الأمريكتين في بداية القرن العشرين جعل إعلانًا من الولايات المتحدة أمرًا حيويًا إذا أرادت أن تصبح القوة الشرطية الرئيسية في نصف الكرة الغربي وتدفع التدخل الأوروبي في ما اعتبرته أراضيها.
يقف النقاد، مثل البروفيسور واللغوي الأمريكي نعوم تشومسكي، في منتصف الطريق بين التفسيرات الإيجابية والمعارضين المتحمسين لمبدأ روزفلت. يجادل تشومسكي بأن مبدأ روزفلت لم يكن سوى تهديد إمبريالي أكثر وضوحًا، مرتكزًا على مبدأ مونرو، مشيرًا إلى أن الولايات المتحدة لن تتدخل دفاعًا عن أمريكا الجنوبية في مواجهة الإمبريالية الأوروبية فحسب، بل ستستخدم قوتها أيضًا للحصول على تنازلات وامتيازات للشركات الأمريكية، مما يُعطي رؤية أكثر توازنًا لمبدأ مونرو متقدم كان قادرًا على خدمة مصالح الولايات المتحدة في نصف الكرة الأرضية الذي تنتمي إليه. 
هناك اختلافات واضحة بين مبدأ مونرو، الذي ركز على الدفاع عن الأمريكتين، ومبدأ روزفلت الذي أكد قوة الولايات المتحدة وضمن قدرتها على تحقيق أهدافها الخاصة لتحقيق مكاسب أمريكية. ويجادل المؤرخ سيرج ريكارد من جامعة باريس بأن هذه الاختلافات جوهرية، وأن مبدأ روزفلت لم يُصعّد مبدأ مونرو فحسب، بل كان "مبدأً دبلوماسيًا جديدًا كليًا جسد نهجه "الصارم" في السياسة الخارجية". ويتابع ريكارد أن المبدأ يُظهر وجهات نظر الولايات المتحدة العادلة والأبوية تجاه أمريكا الوسطى واللاتينية، والتي استخدمتها لتبرير تدخلها الخارجي وتطبيقها للمبادئ الاقتصادية التي اعتبرتها الولايات المتحدة آمنة وصحيحة لهذه الدول. 
بعبارة أخرى، بينما سعى مبدأ مونرو إلى منع دخول الإمبراطوريات الأوروبية، فإنّ نتيجة روزفلت تُشير بلا شك إلى نية الولايات المتحدة في أخذ مكانها. ويمكن الإشارة أيضًا إلى كيف تُخالف هذه النتيجة مبادئ تقرير المصير والسيادة المنصوص عليها في إعلان الاستقلال. كان روزفلت شخصيةً جسّدت العديد من القيم الأمريكية: كان بطل حرب، وفرديًا، ورجلًا من عامة الشعب. إلا أن قراره بالتدخل في أمريكا اللاتينية يتعارض مع المبادئ المُرسّخة في القانون الدولي، والتي أصبحت هدفًا للنقد.

## الاستشهادات
1. ↑  Roosevelt، Theodore (6 ديسمبر 1904). "Document: Roosevelt Corollary to the Monroe Doctrine". Teaching American History. Ashland University. مؤرشف من الأصل في 2023-03-06. اطلع عليه بتاريخ 2019-12-03.
2. 1 2
3. 1 2  Mitchener، Kris James؛ Weidenmier، Marc (2005). "Empire, Public Goods, and the Roosevelt Corollary". The Journal of Economic History. ج. 65 ع. 3: 658–692. DOI:10.1017/S0022050705000240. ISSN:0022-0507. JSTOR:3875013. S2CID:153712841. مؤرشف من الأصل في 2024-01-06.
4. 1 2  Thompson, John M. (2 Oct 2015). "Theodore Roosevelt and the Politics of the Roosevelt Corollary". Diplomacy & Statecraft (بالإنجليزية). 26 (4): 571–590. DOI:10.1080/09592296.2015.1096658. ISSN:0959-2296. S2CID:156041739. Archived from the original on 2023-05-17.
5. ↑  LaFeber، Walter، المحرر (2013)، "Theodore Roosevelt: Conservative as Revolutionary"، The New Cambridge History of American Foreign Relations: Volume 2: The American Search for Opportunity, 1865–1913، The New Cambridge History of American Foreign Relations، Cambridge: Cambridge University Press، ج. 2، ص. 174–199، DOI:10.1017/cbo9781139015677.011، ISBN:978-0-521-76752-1، مؤرشف من الأصل في 2018-06-11، اطلع عليه بتاريخ 2024-01-06
6. ↑  Roosevelt، Theodore (6 ديسمبر 1904). "Document: Roosevelt Corollary to the Monroe Doctrine". Teaching American History. Ashland University. مؤرشف من الأصل في 2023-03-06. اطلع عليه بتاريخ 2019-12-03.Roosevelt, Theodore (6 December 1904). "Document: Roosevelt Corollary to the Monroe Doctrine". Teaching American History. Ashland University. Retrieved 3 December 2019.
7. 1 2  Mitchener، Kris James؛ Weidenmier، Marc (2005). "Empire, Public Goods, and the Roosevelt Corollary". The Journal of Economic History. ج. 65 ع. 3: 658–692. DOI:10.1017/S0022050705000240. ISSN:0022-0507. JSTOR:3875013. S2CID:153712841. مؤرشف من الأصل في 2024-01-06.Mitchener, Kris James; Weidenmier, Marc (2005). "Empire, Public Goods, and the Roosevelt Corollary". The Journal of Economic History. 65 (3): 658–692. doi:10.1017/S0022050705000240. ISSN 0022-0507. JSTOR 3875013. S2CID 153712841.
8. ↑  McPherson، Alan (2016). A short history of U.S. interventions in Latin America and the Caribbean. Viewpoints/puntos de vista. Chichester, West Sussex: Wiley Blackwell. ISBN:978-1-118-95400-3.
9. 1 2  Veeser، Cyrus (2003). "Inventing Dollar Diplomacy: The Gilded-Age Origins of the Roosevelt Corollary to the Monroe Doctrine". Diplomatic History. ج. 27 ع. 3: 301–326. DOI:10.1111/1467-7709.00355. ISSN:0145-2096. JSTOR:24914415. مؤرشف من الأصل في 2024-01-06.
10. ↑   Bailey, Thomas Andrew (1998). "Roosevelt Launches a Corollary". The American Spirit: Since 1865. Boston: Houghton Mifflin. ص. 198.
11. ↑  Theodore Roosevelt, 26th President. Prod. David Grubin. By David Grubin and Geoffrey C. Ward. Perf. Walter LaFeber. David Grubin Productions, Inc., 1996. Transcript نسخة محفوظة 2025-05-03 على موقع واي باك مشين.
12. 1 2  Veeser، Cyrus (2003). "Inventing Dollar Diplomacy: The Gilded-Age Origins of the Roosevelt Corollary to the Monroe Doctrine". Diplomatic History. ج. 27 ع. 3: 301–326. DOI:10.1111/1467-7709.00355. ISSN:0145-2096. JSTOR:24914415. مؤرشف من الأصل في 2024-01-06.Veeser, Cyrus (2003). "Inventing Dollar Diplomacy: The Gilded-Age Origins of the Roosevelt Corollary to the Monroe Doctrine". Diplomatic History. 27 (3): 301–326. doi:10.1111/1467-7709.00355. ISSN 0145-2096. JSTOR 24914415.
13. ↑  Herring، George C. (2008). From Colony to Superpower: U.S. Foreign Relations Since 1776. New York: Oxford University Press. ISBN:9780195078220.
14. 1 2
15. ↑  Brinkley, Alan. The Unfinished Nation: a Concise History of the American People. Boston: McGraw-Hill, 2008. 706. Print.[بحاجة لمُعرِّف الكتاب]
16. ↑  "The Good Neighbor Policy: History and Impact". ThoughtCo (بالإنجليزية). Archived from the original on 2025-05-25. Retrieved 2023-02-14.
17. ↑  Dickinson Jr.، William B. (1960)، "Challenged Monroe Doctrine"، Editorial Research Reports 1960، CQ Researcher Online، Washington, D.C.: CQ Press، ص. 583–602، DOI:10.4135/cqresrre1960081000، S2CID:267235656، اطلع عليه بتاريخ 2023-02-14
18. ↑  Alberto Tapia، Andres (Fall 2011). Carlos Castillo Armas, The United States and the 1954 counterrevolution in Guatemala (PDF) (MA thesis thesis). California State University, Sacramento. hdl:10211.9/1455. مؤرشف من الأصل (PDF) في 2024-03-09.
19. ↑  Chomsky, Noam. Hegemony or Survival: America's Quest for Global Dominance. New York: Metropolitan Books, 2004[بحاجة لرقم الصفحة][بحاجة لمُعرِّف الكتاب]
20. ↑  Ricard، Serge (2006). "The Roosevelt Corollary". Presidential Studies Quarterly. ج. 36 ع. 1: 17–26. DOI:10.1111/j.1741-5705.2006.00283.x. ISSN:0360-4918. JSTOR:27552743. مؤرشف من الأصل في 2024-04-24.

## الببليوغرافيا العامة
- كوين، سي جيه، ديفيز، س. (2007). "الإمبراطورية: الخيرات والشرور العامة". مجلة إيكون جورنال ووتش ، 4(1)، 3-45.
- جليكمان، روبرت جاي. أمريكا الشمالية في مواجهة أمريكا اللاتينية: معارضة أم رابطة؟ تورونتو: الأكاديمية الكندية للفنون، 2005. رقم ISBN 0-921907-09-5 .
- مايرتونس، هايكو (2010). مبادئ السياسة الأمنية الأمريكية - تقييم في ظل القانون الدولي ، مطبعة جامعة كامبريدج، .
- ميتشل، نانسي. خطر الأحلام: الإمبريالية الألمانية والأمريكية في أمريكا اللاتينية (1999).
- ميتشنر، كريس جيمس، ومارك وايدنمير. "الإمبراطورية، والسلع العامة، وخلاصة روزفلت"، مجلة التاريخ الاقتصادي (2005)، المجلد 64، العدد 5، الصفحات 118-119. 658+
- رابي، ستيفن ج. "ثيودور روزفلت، قناة بنما، وخلاصة روزفلت: دبلوماسية مجال النفوذ"، الفصل السادس عشر في كتاب سيرج ريكارد، المحرر، "رفيق لثيودور روزفلت " (٢٠١١).
- ريكارد، سيرج. "مُقتضى روزفلت". دراسات رئاسية 2006، 36(1): 17-26. الرقم الدولي المعياري للدوريات 0360-4918 النص الكامل: في Swetswise وIngenta
- ريكارد، سيرج. "ثيودور روزفلت: إمبريالي أم استراتيجي عالمي في العصر التوسعي الجديد؟" الدبلوماسية وفن الحكم (2008) 19#3 ص. 639–657.
- سيكستون، جاي. مبدأ مونرو: الإمبراطورية والأمة في أمريكا في القرن التاسع عشر (ماكميلان، ٢٠١١).